# Rhyncholaelia
Rhyncholaelia är ett släkte av orkidéer. Rhyncholaelia ingår i familjen orkidéer.
Kladogram enligt Catalogue of Life:
| Rhyncholaelia | \| \| Rhyncholaelia digbyana \| \| \| \| \| \| Rhyncholaelia glauca \| \| \| \| |
|               | \| \| Rhyncholaelia digbyana \| \| \| \| \| \| Rhyncholaelia glauca \| \| \| \| |
|               | Rhyncholaelia digbyana                                                          |
|               |                                                                                 |
|               | Rhyncholaelia glauca                                                            |
|               |                                                                                 |

## Bildgalleri

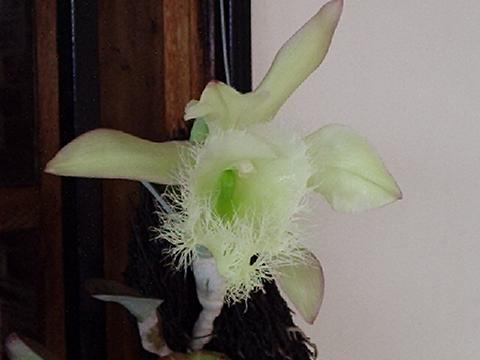
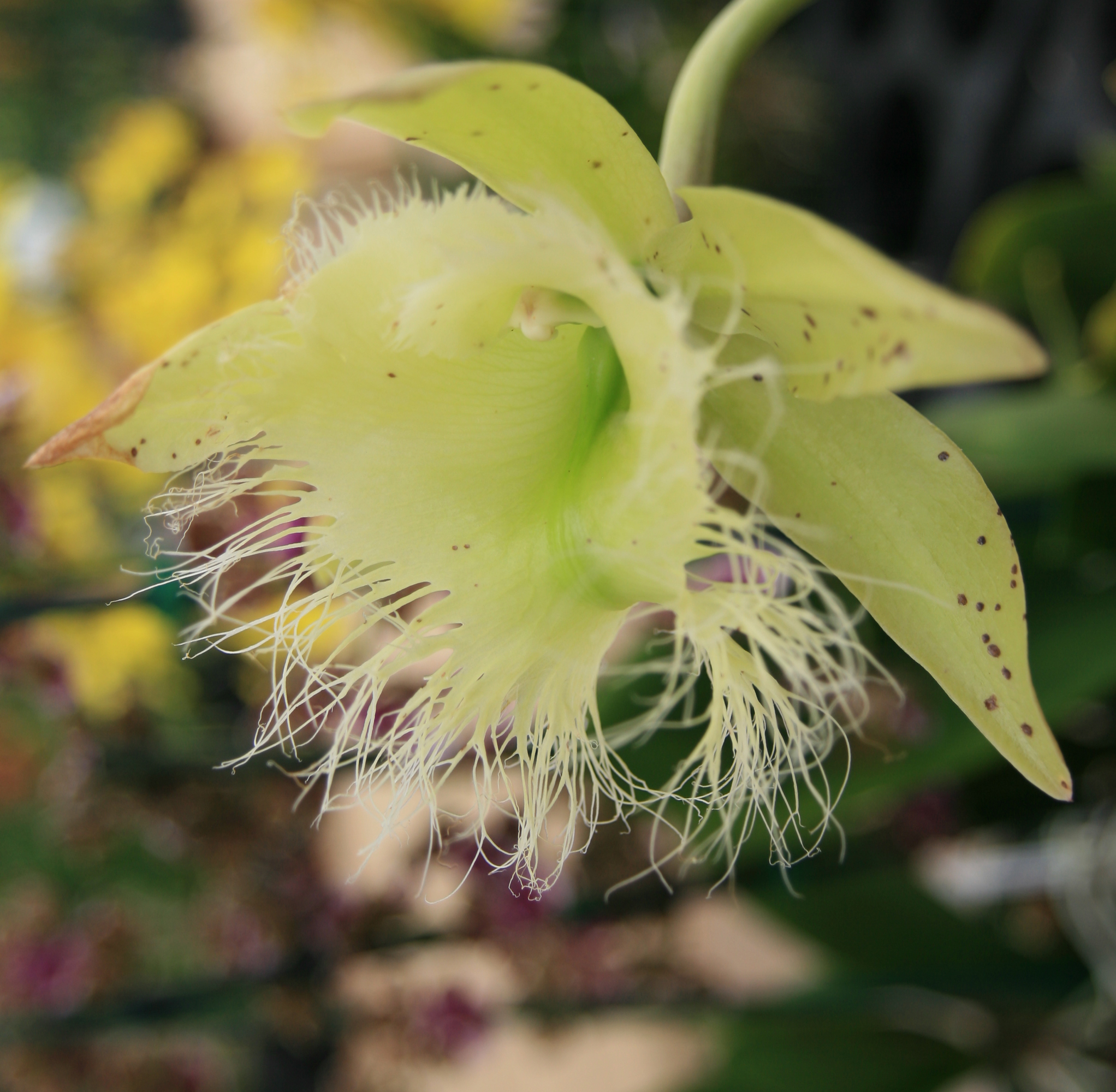